# Urolosia brodea
Urolosia brodea är en fjärilsart som beskrevs av William Schaus 1896. Urolosia brodea ingår i släktet Urolosia och familjen björnspinnare. Inga underarter finns listade i Catalogue of Life.